# Perkebunan Damar Condong
Perkebunan Damar Condong is een bestuurslaag in het regentschap Langkat van de provincie Noord-Sumatra, Indonesië. Perkebunan Damar Condong telt 448 inwoners (volkstelling 2010).